# Nguyễn Trung Hưng
Nguyễn Trung Hưng (sinh năm 1944) là một nhà Toán học người Việt, giáo sư đặc biệt (Distinguished Lukacs Professor) tại Đại học Bang New Mexico, Hoa Kỳ. Ông được biết đến với các đóng góp quan trọng về lý thuyết xác suất thống kê toán, tập ngẫu nhiên, và logic mờ.

## Sự nghiệp và đóng góp
Ông tốt nghiệp cử nhân ngành toán tại Đại học Paris XI năm 1967.
Sau đó ông lấy bằng thạc sĩ Toán tại Đại học Paris VI năm 1968, bằng tiến sĩ tại đại học này 1970.
Năm 1975, ông bảo vệ luận văn tiến sĩ nhà nước (doctorat d'etat) tại Đại học Lille. Luận văn của ông có nhan đề là "Mesures d'information, ensembles flous et espaces topologiques aléatoires" dưới sự hướng dẫn của Joseph Kampé de Fériet.
Năm 1975 ông sang Mỹ và làm nghiên cứu viên tại Đại học California, Berkeley và sau đó là giáo sư thỉnh giảng tại Đại học Massachusetts.
Từ năm 1981 đến 1983, ông trở thành giáo sư trợ lý tại Đai học Bang New Mexico State University và từ năm 1983 đến 1988 là phó giáo sư của trường này. Từ 1988, ông được phong giáo sư.
Ông nhận được nhiều giải thưởng và công nhận quốc tế, thí dụ như
- Senior fellow, ASEE Summer Faculty Research Programs,
- Chair of Fuzzy Theory, Tokyo Institute of Technology, Nhật Bản,
- Westhafer Award for Excellence in Research, New Mexico State University.
- Distinguished Lukas Visiting Professor of Statistics, Ohio State University of Bowling Green.

Ông là tác giả, đồng tác giả của hàng loạt cuốn sách chuyên khảo sau:
1. Uncertainty Models for Knowledge-Based Systems (1985). North Holland.
2. Fundamentals of Mathematical Statistics, Volume I: Probability for Statistics (1989).. Springer-Verlag University Text Book Series.
3. Fundamentals of Mathematical Statistics, Volume II: Statistical Inference (1989). Springer-Verlag University Text Book Series.
4. Conditioning Inference and Logic for Intelligent Systems: A Theory of Measure-free Conditioning (1991) North Holland.
5. Fundamentals of Uncertainty Calculi with Applications to Fuzzy Inference (1994). Kluwer Academic.
6. Les Incertitudes dans les Systemes Intelligents (1996). Presses Universitaires de France (Collection "Que Sais-Je?")
7. A Course in Stochastic Processes: Stochastic Models and Statistical Inference (1996). Kluwer Academic.
8. First Course in Fuzzy Logic (2018). 4th Edition. CRC Press.
9. Mathematics of Data Fusion (1997). Kluwer Academic.
10. Applications of Continuous Mathematics to Computer Science (1997). Kluwer Academic.
11. Fuzzy Mathematics and Statistical Applications. Wu Nan Book Company, Taipei, (2000).
12. A First Course in Fuzzy and Neural Control. (2000). CRC Press, 2001.
13. A Introduction to Random Sets (2006). Chapman and Hall/CRC Press.
14. Fundamentals of Statistics with Fuzzy data (2006). Springer Verlag.
15. A Graduate Course in Probability and Statistics (2008), Volume 1. Tshinghua University Press.
16. A Graduate Course in Probability and Statistics (2009), Volume 2. Tshinghua University Press.
17. Stochastic Dominance and Applications top Finance, Risk and Economics (2009). Chapman & Hall/CRC.